# Greenwood (Mississipi)
Greenwood és una població dels Estats Units a l'estat de Mississipi. Segons el cens del 2000 tenia 18.425 habitants.

## Demografia
Segons el cens del 2000, Greenwood tenia 18.425 habitants, 6.916 habitatges, i 4.523 famílies. La densitat de població era de 771,6 habitants per km².
Dels 6.916 habitatges en un 34% hi vivien nens de menys de 18 anys, en un 33,4% hi vivien parelles casades, en un 27,4% dones solteres, i en un 34,6% no eren unitats familiars. En el 31,4% dels habitatges hi vivien persones soles el 12,7% de les quals corresponia a persones de 65 anys o més que vivien soles. El nombre mitjà de persones vivint en cada habitatge era de 2,59 i el nombre mitjà de persones que vivien en cada família era de 3,29.
Per edats la població es repartia de la següent manera: un 31% tenia menys de 18 anys, un 10,3% entre 18 i 24, un 26,7% entre 25 i 44, un 18,6% de 45 a 60 i un 13,3% 65 anys o més.
L'edat mediana era de 32 anys. Per cada 100 dones de 18 o més anys hi havia 75,9 homes.
Entorn del 28,8% de les famílies i el 33,9% de la població estaven per davall del llindar de pobresa.

## Poblacions més properes
El següent diagrama mostra les poblacions més properes.